# Clastobryopsis planula
Clastobryopsis planula là một loài Rêu trong họ Sematophyllaceae. Loài này được (Mitt.) M. Fleisch. mô tả khoa học đầu tiên năm 1923.